# Ковалевский, Сергей Юрьевич
Сергей Юрьевич Ковалевский (бел.  Сяргей Юр'евіч Кавалеўскі; 6 января 1970, Хабаровск, СССР) — советский, российский и белорусский борец вольного стиля, обладатель Кубка мира в команде, участник Олимпийских игр 1996 года в Атланте.

## Биография
В июле 1991 года в составе сборной СССР стал обладателем Кубка мира в американском Толидо, а в индивидуальном зачёте стал вторым. В марте 1994 года в составе сборной России в канадском Эдмонтоне стал бронзовым призёром Кубка мира как в индивидуальном, так и в личном зачёте. С 1996 года выступает за сборную Беларуси. В мае 1996 года в Минске на международном турнире на призы Александра Медведя стал бронзовым призёром. В августе 1996 года на Олимпиаде в Атланте уступил в схватке за 3 место Аравату Сабееву. В апреле 1997 года в составе сборной России в американском Стиллвотере стал серебряным призёром Кубка мира в команде, а в индивидуальном зачёте стал третьим.

## Спортивные результаты
- Кубок мира по борьбе среди молодёжи 1990 — ;
- Чемпионат СССР по вольной борьбе 1990 — 6;
- Чемпионат СССР по вольной борьбе 1991 — 5;
- Кубок мира по борьбе 1991 — ;
- Кубок мира по борьбе 1991 (команда) — ;
- Чемпионат СНГ по вольной борьбе 1992 — ;
- Чемпионат России по вольной борьбе 1992 — ;
- Кубок мира по борьбе 1994 — ;
- Кубок мира по борьбе 1994 (команда) — ;
- Чемпионат России по вольной борьбе 1994 — ;
- Чемпионат России по вольной борьбе 1995 — ;
- Чемпионат мира по борьбе 1995 — 4;
- Чемпионат Европы по борьбе 1996 — 4;
- Олимпийские игры 1996 — 4;
- Кубок мира по борьбе 1997 — ;
- Кубок мира по борьбе 1997 (команда) — ;
- Чемпионат России по вольной борьбе 1997 — ;
- Чемпионат Европы по борьбе 1998 — 11;
- Чемпионат России по вольной борьбе 1999 — ;

## Личная жизнь
Младший брат: Александр Ковалевский (род. 1974), также борец вольного стиля.